# Mihai Adam
Mihai Adam (Câmpia Turzii, 3 luglio 1940 – 11 dicembre 2015) è stato un calciatore rumeno, di ruolo attaccante.

## Palmarès
- Coppa di Romania: 1

U. Cluj: 1964-1965
- Capocannoniere della Divizia A: 3

1964-1965 (18 gol), 1967-1968 (15 gol), 1973-1974 (23 gol)